# Лепота порока
Лепота порока је југословенски филм снимљен 1986. године. Режисер филма је био Живко Николић, који је написао и сценарио.

## Кратак садржај
У заосталим селима црногорског крша обичај је да муж неверну жену маљем убије преко погаче. У таквој средини живи млади брачни пар, заветован на доживотну верност. Живе сиромашно и радо прихвате позив човека који је отишао за лаком зарадом у приморје, да следе његов пример. Он се запосли у солани, а она као спремачица у нудистичком кампу. Традиционално васпитана, ужасава се над голотињом, нарочито кад поспрема апартман двоје младих странаца које забавља њена збуњеност. Уз њихов подстицај, она постепено ослобађа традицијом спутану сензуалност.

## Ликови
| Глумац             | Улога               |
| ------------------ | ------------------- |
| Мира Фурлан        | Јаглика             |
| Милутин Караџић    | Лука                |
| Петар Божовић      | Ђорђе „Жорж“        |
| Алан Нури          | Страни нудиста      |
| Инес Котман        | Страна нудисткиња   |
| Мира Бањац         | Милада              |
| Ева Рас            | Жоржова жена        |
| Добрила Ћирковић   | Косана              |
| Мило Мирановић     | Вучко               |
| Боро Стјепановић   | Звонце              |
| Боро Беговић       | Горчин              |
| Весна Пећанац      | Жена која вара мужа |
| Миодраг Крстовић   | Преварени муж       |
| Светолик Никачевић | Јагликин отац       |
| Вељко Мандић       | Миладин муж         |
| Боба Стефановић    | Гитариста           |
| Јасна Бери         | Маца                |
| Драго Маловић      | Келнер              |
| Младен Нелевић     | Радник у солани     |
| Чедомир Драговић   |                     |
| Цица Павловић      |                     |
| Гојко Ковачевић    |                     |
| Роман Мајхровски   |                     |
| Владимир Котли     |                     |
| Вања Секуловић     |                     |
| Бранко Бабовић     |                     |
| Жарко Лаушевић     | Младић са цигаретом |
| Бата Камени        |                     |
| Инес Поповић       |                     |
| Чедо Вукановић     |                     |

### Каскадер
- Драгомир Станојевић

## Занимљивости
- Југословенска кинотека у сарадњи са Вим мобајл и Центар филмом је рестаурирала овај филмски класик чија је премијера одржана  30. маја 2018. на две специјалне гала пројекције у Југословенској кинотеци.
- У овом остварењу, чија радња се одвија у црногорској конзервативној средини, може се видети пуно голотиње. Сцена где два Црногорца, конзервативних схватања, шетају нудистичком плажом препуној странаца. Та сцена свакако је изазвала револуцију у екс-Ју кинематорграфији.[3]

## Културно добро
Југословенска кинотека је, у складу са својим овлашћењима на основу Закона о културним добрима, 28. децембра 2016. године прогласила сто српских играних филмова (1911—1999) за културно добро од великог значаја. На тој листи се налази и филм Лепота порока.